# Vio-lence
Vio-lence foi uma banda de thrash metal originária da região da Bay Area na Califórnia formada em 1985 que lançou algumas fitas demo, um EP e 3 LPs entre 1985 e 1993.

## História
Após formada em 1985, a banda gravou sua primeira fita demo no ano de 1988 pela gravadora Mechanic Records. Logo eles entraram em estúdio e gravaram seu primeiro álbum, chamado Eternal Nightmare, lançado em 1988 e que, sem dúvida nenhuma, é considerado pelos fãs como uns dos maiores discos de thrash metal já feitos. A boa recepção do disco levou a banda a realizar turnês junto com as bandas Testament e Voivod.
Em 1989 a banda fechou um contrato com a gravadora Megaforce Records para gravar seu segundo álbum, Oppressing the Masses que foi lançado apenas no ano de 1990. Seguindo a mesmo linha de seu antecessor o álbum foi muito bem aceito pelos críticos e fãs.
Por problemas com a Megaforce, a faixa "Torture Tactics" foi retirada do segundo álbum: mais de 20 mil cópias do disco foram destruídas por conter a canção, censurada pela gravadora, visto que as letras tratavam de tortura e morte. Em 1991, já com outra gravadora, o grupo lançou o EP Torture Tactics, que incluía a dita faixa com mais outras três músicas das sessões do álbum Oppressing The Masses.
Conflitos internos resultaram na saída de Robb Flynn da banda, que posteriormente formaria o Machine Head.
Ainda em 1990, o Vio-lence gravou seu terceiro e último álbum chamado Nothing to Gain, porém só foi lançado em 1993, um pouco antes da sua separação. Este disco não foi bem recebido como os dois primeiros, pois a banda parecia ter perdido a verdadeira pegada dos anteriores, por ser um álbum mais lento, abusando de grooves.
No início dos anos 2000 a banda se reuniu para a turnê  Thrash of the Titans, agora com Troy Fua na guitarra, e terminaram por gravar o EP They Just Keep Killing em 2003. Após o fim da reunião Phil Demmel entrou para o Machine Head, onde toca com Robb Flynn até hoje.

## Membros
- Sean Killian – vocal (1986-1993, 2001-2003)
- Dean Dell – baixo (1985-1993, 2001-2003)
- Troy Fua – guitarra (1985-1987, 2001-2003)
- Perry Strickland – bateria (1985-1993, 2001-2003)
- Phil Demmel – guitarra (1985-1993, 2001-2003)

### Ex-membros
- Jerry Birr – vocal (1985-1986)
- Eddie Billy – Baixo (irmão do vocalista da banda Testament, Chuck Billy) (1985)
- Robb Flynn – guitarra (ex-Forbidden, atualmente no Machine Head) (1987-1992)
- Ray Vegas – guitarra (Attitude Adjustment) (1991-1994, 2001)
- Mark Hernandez – bateria(1993)
- Steve Schmidt – guitarra (2001)

## Discografia

### Álbuns de estúdio
- Eternal Nightmare (1988)
- Oppressing the Masses (1990)
- Nothing to Gain (1993)

### Singles e EPs
- Eternal Nightmare (Single, 1988)
- World in a World (Single, 1990)
- Torture Tactics (EP, 1991)
- They Just Keep Killing (EP, 2003)

### Demos
- First demo (1986)
- Second 1986 demo (1986)
- Mechanic (1988)
- 1993 demo (1993)

### DVDs
- Blood and Dirt (2006)